# Jan Macák (chemik)
Jan Macák (* 1958) je český chemik. Odborně se zabývá aplikacemi elektrochemických technik ke studiu koroze, se speciálním přihlédnutím ke specifice těchto dějů v energetických zařízeních. Je vedoucím Ústavu energetiky Vysoké školy chemicko-technologické v Praze a autorem či spoluautorem řady prací, zabývajících se zvýšením bezpečnosti jaderných zařízení.
Jeho otcem byl chemik Jiří Macák (1927–2010), v letech 1970–1990 vedoucí katedry plynárenství, koksochemie a ochrany ovzduší VŠCHT.